# Chiroderma
Chiroderma (do grego chiro-cheiro (χειρ), mão + derma (δέρμα), pele) é um gênero de morcegos da família Phyllostomidae, subfamília Stenodermatinae. São caracterizados por possuírem os ossos nasais extremamente reduzidos. Podem ou não apresentar quatro listras brancas na face e uma listra dorsal.
Os morcegos desse gênero ocorrem desde o México e América Central até a América do Sul, na Colômbia, Venezuela, Guianas, Suriname, Equador, Peru, Bolívia e Brasil. O limite sul da distribuição de Chiroderma é no estado Brasileiro de Santa Catarina.

## Taxonomia e evolução
Os morcegos do gênero Chiroderma fazem parte da subtribo Vampyressina, tribo Stenodermatini, subfamília Stenodermatinae. Na mesma subtribo são classificados os gêneros Platyrrhinus, Mesophylla, Uroderma, Vampyressa, Vampyriscus, Vampyrodes.
Atualmente são reconhecidas sete espécies em Chiroderma, sendo que duas delas são politípicas: Chiroderma doriae e C. villosum. A  filogenia mais recente publicada para o gênero recupera três clados (1) Chiroderma doriae, C. trinitatum e C. gorgasi, (2) C. improvisum e C. villosum; (3) C. salvini e C. scopaeum .

## Espécies e subespécies
- Chiroderma doriae Thomas, 1891
  - C. d. doriae
  - C. d. vizottoi Taddei & Lim, 2010
- Chiroderma improvisum Baker & Genoways, 1976
- Chiroderma salvini Dobson, 1878
- Chiroderma scopaeum Handley, 1966
- Chiroderma trinitatum Goodwin, 1958
- Chiroderma gorgasi Handley, 1966[5]
- Chiroderma villosum Peters, 1860
  - C. v. villosum
  - C. v. jesupi J. A. Allen, 1900

## Distribuição geográfica e habitat
Chiroderma villosum é a espécie mais amplamente distribuída do gênero, ocorrendo desde o México, na América Central e ao sul na Colômbia, Venezuela, Guianas, Suriname, Equador, Peru, Bolívia e Brasil. Ocorre em ambos os lados da cordilheira dos Andes, na Amazônia, Mata Atlântica, no Chaco, Cerrado e Caatinga. A espécie proximamente relacionada, Chiroderma improvisum, é endêmica das Antilhas, ocorrendo em Montserrate, Guadaloupe e São Cristóvão.
Chiroderma doriae ocorre ao longo da Mata Atlântica brasileira e paraguaia, sendo também registrada em áreas próximas de Cerrado e no Pantanal. Chiroderma vizottoi é conhecida até o momento somente da Caatinga, nos estados de Piauí e Ceará. Chiroderma trinitatum ocorre no norte da América do Sul, distribuída principalmente ao longo da bacia Amazônia, na Colômbia, Venezuela, Guianas, Suriname, Trinidad e Tobago, Equador, Peru, Bolívia e Brasil. Chiroderma gorgasi ocorre em Honduras, Costa Rica, Panamá, Colômbia e Equador, a oeste da Cordilheira dos Andes.
Chiroderma salvini é conhecida do México, Guatemala, Honduras, El Salvador, Nicarágua, Panamá, Costa Rica, Colômbia, Venezuela, Peru e Bolívia. O registro recente para o Brasil, provavelmente é errôneo.

## Descrição

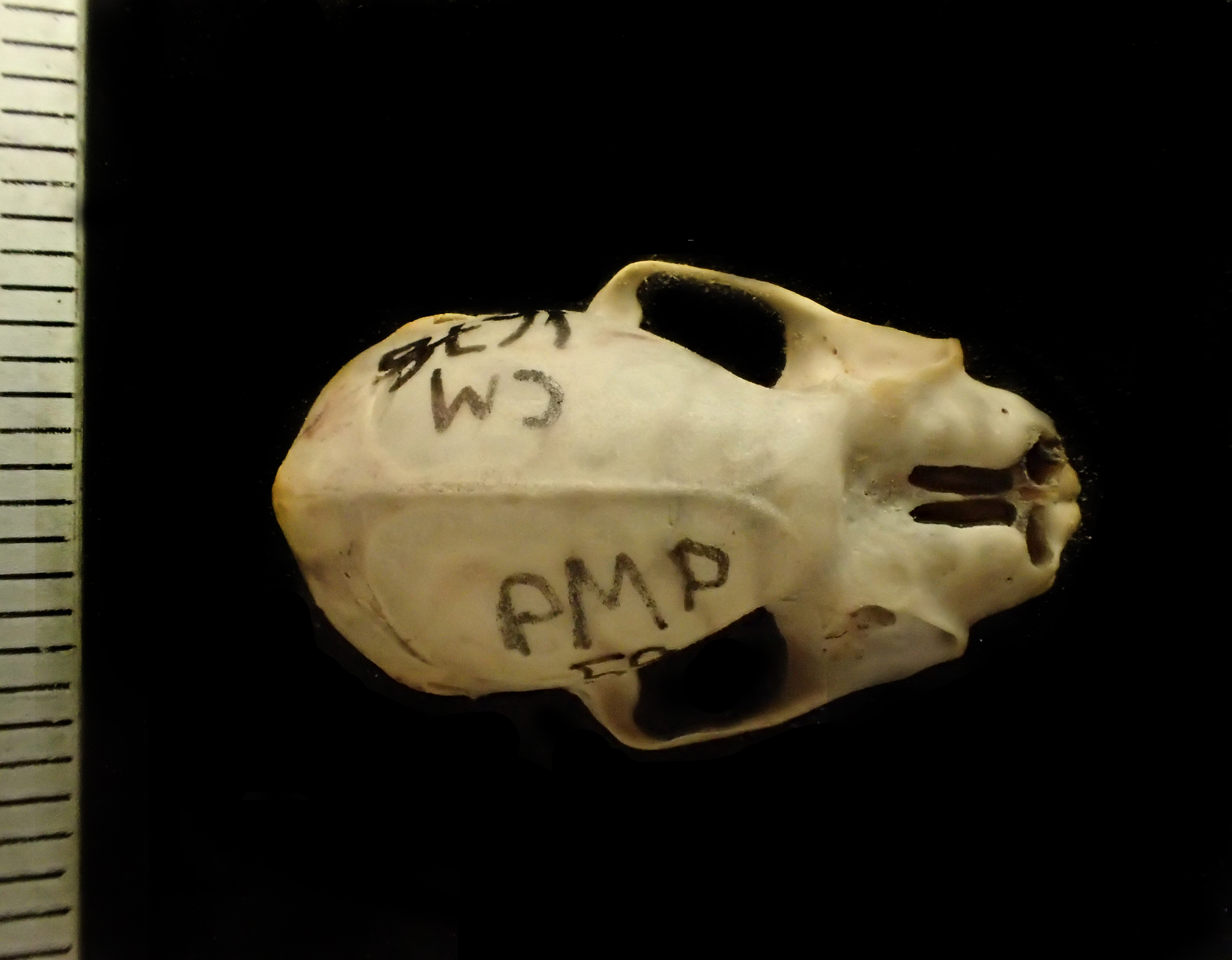
Crânio de Chiroderma villosum em vista dorsal. Note o profundo entalhe na região do osso nasal.

São morcegos de porte pequeno a médio (12–47 gramas). Todas as espécies possuem quatro listras faciais, duas interoculares e duas genais, mas em Chiroderma villosum as listras podem ser fracamente visíveis ou até ausentes em alguns indivíduos. A listra dorsal também é presente em todas espécies, mas C. villosum pode não apresentar a listra. O antebraço é coberto de pelos nos 2/3 proximais. A cauda é ausente.
A fórmula dentária é I 2/2 C 1/1 P 2/2 M 2/2 = 28. O ultimo molar superior é triangular em vista oclusal, e o ultimo molar inferior é massivo, apresentando cinco cúspides. Essas características morfológicas provavelmente são relacionadas à predação de sementes de Ficus.

## Ecologia e comportamento
As espécies de Chiroderma são especializadas na predação de sementes de Ficus, sendo esta uma estratégia alimentar única em morcegos. Essa estratégia granívora permite que os animais extraiam uma maior quantidade de gorduras e proteínas dos Ficus do que outros morcegos frugívoros e faz com que Chiroderma não seja um bom dispersor de sementes.